# ديفيد إغناتيوس
ديفيد إغناتيوس (بالإنجليزية: David Ignatius) (مواليد 26 مايو 1950 في كامبريدج)، هو روائي وصحفي أمريكي من أصل أرمني. وهو مساعد تحرير وكاتب عامود في صحيفة الواشنطن بوست. قام بكتابة 10 روايات أشهرها رواية كتلة أكاذيب، والذي حولها لفيلم المخرج ريدلي سكوت بفيلم كتلة أكاذيب. كان قد عمل محاضراً في كلية كينيدي بجامعة هارفارد.

## حياته الشخصية
ولد إغناتيوس في مدينة كامبريدج بولاية ماساتشوستس الأمريكية. والده هو باول إغناتيوس الأمين العام للبحرية الأمريكية السابق (1976 - 1969)، ورئيس سابق للخطوط الجوية الأمريكية (A4A) ورئيس لصحيفة واشنطن بوست. وهو من أصل أرميني من طرف والده، حيثُ أن أسلافه من مدينة الازيغ التركية. أما والدته فهي من سلالة الوزير كوتن ميذر، وهم من أصل ألماني وإنجليزي.

## روابط خارجية
- ديفيد إغناتيوس على موقع IMDb (الإنجليزية)
- ديفيد إغناتيوس على موقع إن إن دي بي (الإنجليزية)
- ديفيد إغناتيوس على موقع قاعدة بيانات الفيلم (الإنجليزية)